# Faradiani
Faradiani est une localité du nord de la Côte d'Ivoire qui se situe dans la Région des savanes. Elle se trouve dans le département de Madinani.